# Cricău (Alba)
Cricău (allemand : Krakau, hongrois : Boroskrakkó) est une commune du județ d'Alba en Roumanie. Sa population s'élevait à 1 912 habitants en 2011.

## Villages
Elle se compose de trois villages : Craiva, Cricău et Tibru.

## Démographie
Lors du recensement de 2011, 94,5 % de la population se déclarent roumains et 1,46 % comme roms (3,66 % ne déclarent pas d'appartenance ethnique et 0,36 % déclarent appartenir à une autre ethnie).

## Politique
| Parti | Parti                                      | Sièges |
| ----- | ------------------------------------------ | ------ |
|       | Parti national libéral (PNL)               | 4      |
|       | Parti social-démocrate (PSD)               | 2      |
|       | Alliance des libéraux et démocrates (ALDE) | 2      |
|       | Parti Mouvement populaire (PMP)            | 1      |
|       | Indépendants                               | 2      |